# Estisk (sprog)
Estisk er et østersøfinsk sprog, der tales af ca. 1,1 mio. mennesker, især i Estland. Det er et agglutinerende sprog. Den sydlige dialekt, sydestisk, er ret afvigende fra det estiske standardsprog og regnes undertiden for et selvstændigt sprog.
Estisk er et officielt sprog i Estland og er modersmålet for omkring 950.000 mennesker, som er cirka tre fjerdedele af befolkningen. Sproget tales derudover af forskellige immigrantsamfund rundt omkring i verden.
Et særligt træk ved estisk, der især har interesseret sprogforskerne, er de tre grader af fonemisk længde: kort, lang og såkaldt "overlang". Et karakteristisk træk ved det estiske skriftbillede er vokalen õ, en urundet halvlav mellemtungevokal, populært sagt en slags urundet o.
Sprogeksempler
minu nimi on betyder mit navn er
ma armastan sind betyder jeg elsker dig

## Alfabet
Alfabetet består af følgende 32 bogstaver: A, B, C, D, E, F, G, H, I, J, K, L, M, N, O, P, Q, R, S, Š, Z, Ž, T, U, V, W, Õ, Ä, Ö, Ü, X, Y

## Udtale
Estisk har ni vokaler og fjorten konsonanter. Noget ret enestående ved estisk er, at der findes tre vokallængder (kvantiteter): kort, lang og halvlang.

### Vokaler
De ni vokaler i estisk er a e i o u õ ä ö ü, plus en som anvendes i låneord, y. Estisk har ikke kort-lang-system som dansk, men alle vokaler har en fast udtale samt tre vokallængder. Også diftonger kan være halvlange. Der er ingen forskel på en lang og halvlang vokal i skrift, men i udtaleangivelser markeres dette med ` (grav accent) inden ordet.
| Fonem (IPA) | Grafem | Eksempel |                                                    |
| ɑ           | a      | aga      | "men", "imidlertid"                                |
| e           | e      | ema      | "mor"                                              |
| i           | i      | isa      | "far"                                              |
| o           | o      | onu      | "onkel", (bruges tillige af børn om fremmede mænd) |
| u           | u      | uus      | "ny"                                               |
| ɤ           | õ      | sõber    | "ven"                                              |
| æ           | ä      | lähen    | "jeg går"                                          |
| ø           | ö      | töö      | "arbejde"                                          |
| y           | ü      | ütlen    | "jeg siger"                                        |

### Konsonanter
De fjorten konsonanter i estisk er b d g h j k l m n p r s t v, plus otte som anvendes i låneord, c q w x f š z ž. Alle klusiler har halvlange variationer (markeres med dobbeltvokal). Fire konsonanter kan muljeres, l s n t. Dette markeres ikke i skriftlige fremstillinger, men af fonetikere med ´ (akut accent) efter den berørte konsonant.
| Fonem (IPA) | Grafem | Eksempel |                                                |
| p           | b      | halb     | "dårlig"                                       |
| t           | d      | kord     | "gang" (i betydningen "en gang er ingen gang") |
| k           | g      | õige     | "rigtigt"                                      |
| j           | j      | juba     | "allerede"                                     |
| kː          | k      | õpik     | "lærebog"                                      |
| l           | l      | laud     | "bord"                                         |
| m           | m      | mets     | "skov"                                         |
| n           | n      | naine    | "kvinde"                                       |
| pː          | p      | õppima   | "at lære"                                      |
| r           | r      | Rootsi   | "Sverige"                                      |
| s           | s      | suur     | "stor"                                         |
| tː          | t      | raamat   | "bog"                                          |
| v           | v      | või      | "eller"                                        |

## Kasus
Estisk har 14 kasus. Her følger en tabel over hvordan, man deklinerer dem: eksempelordet er "lennuk" (flyvemaskine).

Estisk skelner ikke mellem bestemt og ubestemt form, men for nemhedens skyld står oversættelserne kun i én form.
|            | Singular   | Plural       | Betydning                | Suffiks                                            |
| Nominativ  | lennuk     | lennukid     | flyvemaskinen            | se neden for                                       |
| Genitiv    | lennuki    | lennukite    | flyvemaskinen            | a e i u eller ingen endelse                        |
| Partitiv   | lennukit   | lennukeid    | flyvemaskinen            | t d a e i eller u (i singular), id sid i e eller u |
| Illativ    | lennukisse | lennukitesse | ind i flyvemaskinen      | -sse                                               |
| Inessiv    | lennukis   | lennukites   | i flyvemaskinen          | -s                                                 |
| Elativ     | lennukist  | lennukitest  | ud af/om flyvemaskinen   | -st                                                |
| Allativ    | lennukile  | lennukitele  | til flyvemaskinen        | -le                                                |
| Adessiv    | lennukil   | lennukitel   | på flyvemaskinen         | -l                                                 |
| Ablativ    | lennukilt  | lennukitelt  | fra flyvemaskinen        | -lt                                                |
| Translativ | lennukiks  | lennukiteks  | som en flyvemaskine      | -ks                                                |
| Terminativ | lennukini  | lennukiteni  | frem til flyvemaskinen   | -ni                                                |
| Essiv      | lennukina  | lennukitena  | (bruge) som flyvemaskine | -na                                                |
| Abessiv    | lennukita  | lennukiteta  | uden flyvemaskine        | -ta                                                |
| Komitativ  | lennukiga  | lennukitega  | med/per flyvemaskine     | -ga                                                |

1 Visse ord i singular har specielle, alternative illativformer (kort illativ).

### Nominativ
Kasuset nominativ anvendes først og fremmest for at markere subjektet til et finit verbum eller prædikatsfyld og under tiden desuden objekt. Forleddet i sammansatte ord kan også stå i nominativ, selv om genitiv er mest almindeligt.
Eksempler:
- lennuk on suur – flyvemaskinen er stor
- see on lennuk – det er en flyvemaskine
- osta lennuk – køb en flyvemaskine!
- paberraha – seddel, papirpenge (papir + penge)

Nominativ singular er grundformen af alle estiske substantiver.

Nominativ plural konstrueres ved at tillægge suffixet -d til genitiv singular.

### Genitiv
Kasuset genitiv anvendes på mange måder, blandt andet som objekt, attributivt for at angive ejendom (i bred betydning), med postposition og som forled i sammensatte ord.
Eksempler:
- ostsin lennuki – jeg købte en flyvemaskine
- lennuki uks – flyvemaskinens dør
- lennuki ees – foran flyvemaskinen
- lennukimootor – flyvemaskinemotor (flyvemaskinens motor)

Genitiv singular danner grundlag for alle kasus i singular, fraset nominativ og partitiv. Det indebærer, at man tillægger den respektive kasusendelse til genitivformen. Genitiv singular danner desuden grundlag for nominativ plural.

Genitiv plural dannes ved at tilføje suffixet -de eller -te til partitiv singular. Undtagelsesvis forekommer desuden endelsen -e.

### Partitiv
Kasuset partitiv er et meget almindeligt kasus i estisk, som først og fremmest anvendes som objekt (visse verber kræver, at objektet skal stå i partitiv). Som sådant markerer det ofte en proces eller igangværende handling. De fleste præpositioner styrer partitiv. Kasuset anvendes desuden efter alle talord fraset üks, et: üks lennuk, kaks lennukit.
Eksempel:
- näen lennukit – jeg ser en flyvemaskine
- keset lennukit – midt i flyvemaskinen

Partitiv singular baseres på nominativen.

### Andre kasus
Alle andre kasus baseres på genitiv singular respektive genitiv plural. For at bøje et ord i en anden kasus tilføjes ganske enkelt kasusets suffix til den respektive genitivform.

## Trivia
Estisk har verdens længste ord med samme vokal flere gange efter hinanden: jäääär (jää-äär = is-kant).